# 969
Năm 969 là một năm trong lịch Julius.